# Битва при Тразименском озере
Би́тва при Тразиме́нском о́зере — крупное сражение во время Второй Пунической войны. Карфагеняне под командованием Ганнибала нанесли поражение римлянам, которых возглавлял действующий консул Гай Фламиний. Победа Ганнибала над римской армией у Тразименского озера остаётся (по количеству участников) крупнейшей засадой в военной истории. Кроме того, перед битвой Ганнибал дал один из наиболее ранних примеров обходного манёвра.

## Предыстория

Карта Италийского похода Ганнибала

В 219 году до н. э. Ганнибал, главнокомандующий карфагенской армией, напал на город Сагунт на восточном побережье Иберии, который был союзником Рима. Этим он фактически спровоцировал вторую войну с Римом (218—201 годы до н. э.). Римляне предполагали вести войну в Африке и Испании, но Ганнибал упредил их намерения. Ранней весной 218 года он перешёл Пиренейские горы и в сентябре приблизился к берегам Роны, вблизи Авиньона. С многочисленными племенами, через территорию которых проходило карфагенское войско, Ганнибал либо заключал мирные договоры, либо воевал. Особенно опасны для Рима были его союзы с галлами, ненависть которых к римлянам Ганнибал умело использовал.
Узнав о походе Ганнибала, римляне не предприняли решительных действий, чтобы воспрепятствовать его движению, так как римская армия была разъединена. Когда римляне подошли к переправе через широкую реку Родан (Рона), карфагенская армия была уже на расстоянии трёх дней пути и направлялась к альпийским проходам в Италию. Только теперь римляне поняли всю опасность планов Ганнибала. Срочно было принято решение соединиться обеим римским армиям и всеми силами защищать северные районы.
Осенью 218 года до н. э. карфагенская армия спустилась с Альп в плодородную долину реки По. Цель похода через Альпы была достигнута дорогой ценой. Если в начале похода у Ганнибала было около 80 тысяч пехоты, 10 тысяч конницы и 37 слонов, то в Италию он привёл только 20 тысяч пехоты, 6 тысяч конницы и несколько слонов.
В декабре 218 года до н. э. консул Публий Сципион попытался задержать Ганнибала. Не дожидаясь подхода другого консула с большей частью армии, он дал сражение Ганнибалу у реки Тицин (Тичино), но потерпел поражение. Только благодаря своему 17-летнему сыну, тоже Публию Корнелию (впоследствии прославленному полководцу, прозванному Африканским за победу в кампании в северной Африке), ему удалось спастись.
В середине декабря к Требии подошла армия Тиберия Семпрония Лонга. Семпроний рвался в бой, надеясь разгромить Ганнибала до окончания своих консульских полномочий. Сципион считал, что не нужно торопить события, так как время работает на римлян. Но Сципион заболел, и Семпроний фактически стал единоличным командующим. Ганнибал заставил римлян переправиться через Треббию, разгорелось ожесточённое сражение, которое продолжалось, пока из засады не выскочил кавалерийский отряд под командованием Магона, который атаковал тыл римлян. Битва закончилась сокрушительным поражением римлян. Победа при Требии отдала ему Цизальпинскую Галлию и позволила привлечь на свою сторону все племена, населявшие этот регион. После этой победы Ганнибал переправился через Треббию и направился в Бононию, где и провёл зиму.
С наступлением весны 217 года до н. э. Ганнибал двинулся к Апеннинам, перешёл их через перевал Порретта и вышел к Пистории. В Риме консулами были избраны Гай Фламиний и Гней Сервилий Гемин. В начале кампании 217 года до н. э. две римские армии — Фламиния и Сервилия — были выставлены на путях наступления Ганнибала к Риму: первый — у Арреция, второй — возле Аримина. Но он, обойдя с левого крыла армию Фламиния, стал угрожать её сообщениям с Римом, выбрав кратчайший путь — на Парму и через Клузийские болота, затопленные в это время разлитием реки Арно. Переход через болота оказался тяжёлым не только для карфагенского войска, но и для самого полководца. У Ганнибала началось тяжелейшее воспаление глаз, и ввиду отсутствия возможности и времени для лечения, он лишился одного глаза, и в течение всей жизни ему приходилось носить повязку. Из болот Арна Ганнибал вышел в район Фьезоле. Он совершил несколько набегов на область Кьянти.

## Силы сторон и диспозиция
Армия Ганнибала насчитывала 40 тыс. человек (из которых 25 тыс. составляли кельты). До момента битвы карфагенская армия успела отдохнуть и набраться сил. Плюс ко всему, Ганнибал сумел привлечь на свою сторону италийские племена, жившие на севере Апеннинского полуострова, и таким образом обеспечить себе численное превосходство.
Фламиний выбрал Арреций неспроста: город со всех сторон был окружён болотами и тёмными лесами, и обойти его было практически невозможно. Единственная дорога на юг лежала непосредственно через Арреций, а чтобы, в свою очередь, овладеть им, Ганнибалу пришлось бы вступить в бой с силами консульской армии, которая в данных условиях, защищённая крепостными стенами и имеющая контроль над окрестностями, имела бы весомое преимущество.
Но Ганнибал второй раз совершил то, что римляне считали полнейшим безумием: он двинул свою армию в обход Арреция. Карфагенское войско три дня шло по густым лесам и заросшим болотам, как и при переходе через Альпы, потеряв неопределённое количество живой силы. На четвёртый день обходной манёвр был завершён, и Ганнибал со своим войском оказался в тылу у Фламиния.

## Ход битвы

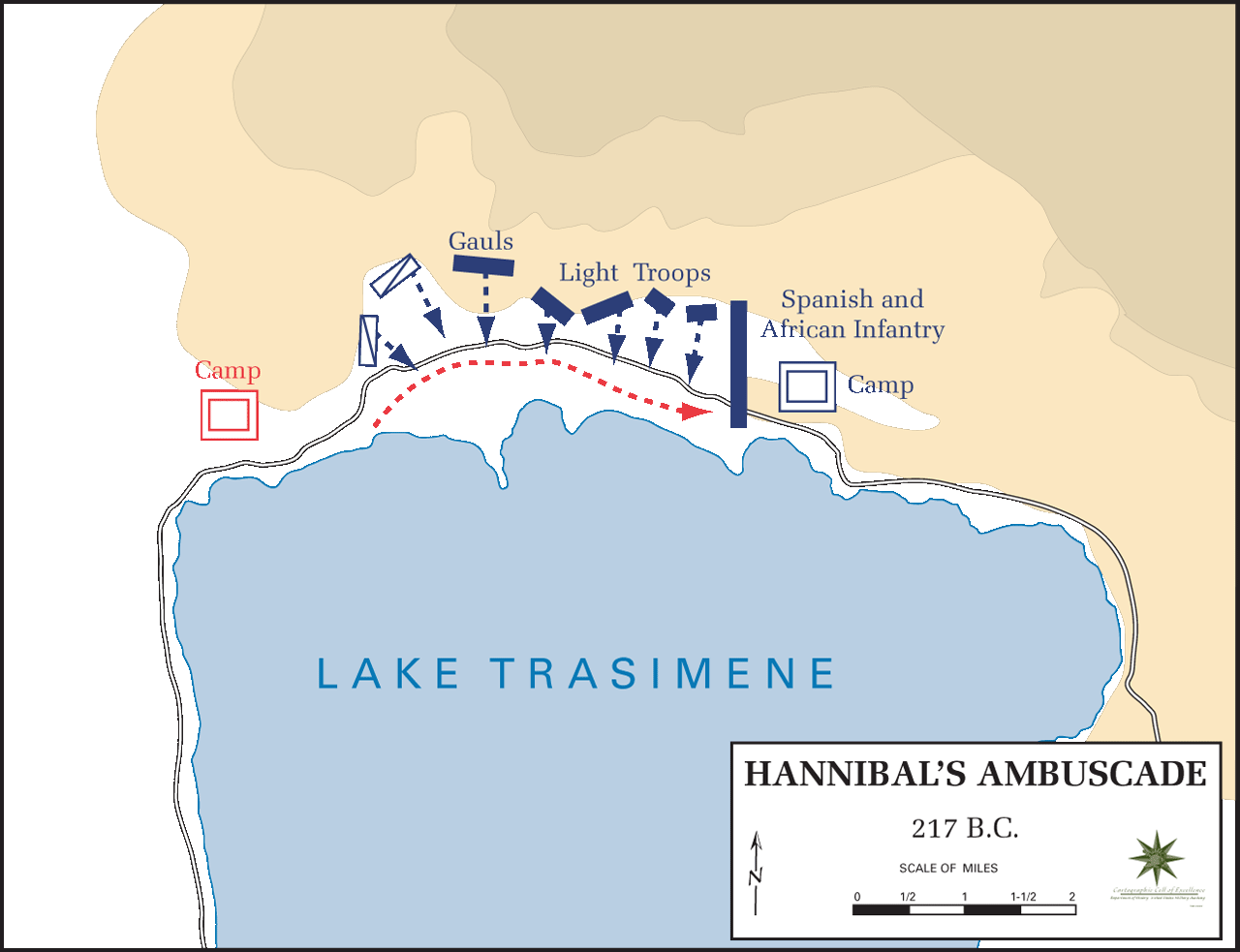
План битвы при Тразименском озере

Внезапным маршем обойдя консула Фламиния, Ганнибал вышел к Тразименскому озеру, оказавшись ближе к Риму, чем римские войска. Фламиний, не дожидаясь подхода второй консульской армии, бросился вслед за противником, захватив с собой обоз с большим количеством цепей и кандалов, в расчёте на многочисленных пленных. Пока он подходил, Ганнибал успел разместить часть своих войск в долине, находящейся между северным берегом озера и холмами, часть на самих холмах, а у выхода на возвышенностях устроил засаду из стрелков и конницы. На рассвете римляне начали втягиваться в долину. Выждав срок, пока войска Фламиния окончательно войдут, Ганнибал дал сигнал к атаке. Растянувшаяся колонна римлян не смогла толком развернуть свои порядки и, продержавшись 3 часа, начала отступать. Некоторые пытались спастись вплавь. Вырваться же из долины смогло не более 6 тыс. человек, но они были настигнуты конницей и захвачены в плен. Ганнибал потерял около 1500 человек. В пылу битвы был убит Фламиний, когда галльский всадник из племени инсубров по имени Дукарий, узнавший консула, которого галлы ненавидели, прорвался к нему и пронзил его копьём. Отряд конницы, посланный вторым консулом из района Перузия и подошедший несколько позже, был частично уничтожен, частично взят в плен.
В первой испанской хронике «Estoria de Espanna» (1282 или 1284), подготовленной королём Альфонсо X, сообщается о том, что римляне потеряли 25 тыс. человек убитыми, и 6 тыс. было взято в плен, Ганнибал же потерял — 12 тыс. воинов.

## Итоги
Весть о страшном разгроме шокировала Рим. Сенат приказал наспех снарядить дополнительные оборонительные сооружения вокруг вечного города, разрушить все мосты через реку Тибр и собрать все силы для обороны. Также, следствием этого поражения стало то, что римляне выбрали диктатора. Им стал Квинт Фабий Максим, которого впоследствии прозвали «Медлителем» за выбранную им тактику избегания крупных сражений.
Забегая вперёд, стоит сказать, что Ганнибал не решился штурмовать Рим. Он дал передышку своей измученной армии, а затем направился в Южную Италию, с целью переманить местные племена на свою сторону и поднять их на борьбу с Римской Республикой.

## В художественной литературе
Озеро было воспето поэтом Н. С. Гумилёвым в одноимённом стихотворении.